# Яков Клюнт
Яков Клюнт (на немски: Jacob Kundt; на руски: Яков Клюндт) е възрожденски просветен деец, пътуващ евангелистки книжар из Македония, един от първите разпространители на баптизма по българските земи.

## Биография
Клюнт е роден в южноруската немска колония Рорбах (от 1944 година Новосветловка, Николаевска област). Заради евангелистка пропаганда заедно с Мартин Херингер и Херболд от Нов Данцинг през 1866 г. те са изселени в Сибир. След молба до император Александър ІІ са амнистирани и получават разрешение от османското правителство да се заселят в тулчанското село Каталой, където живеят добруджански немци. През 1871 година Британското библейско дружество издава пълния превод на Библията на български език и Британското и Американското библейско дружество назначават хора, които да разпространяват новото издание и друга протестантска литература. Яков Клюнт е определен като книжар за Скопие, Херболд за Русе и Мартин Херингер за Лом. Клюнт действа като книжар и в района на Щип и Кратово. Приятел е с българския книжар Михаил Костенцев, когото запознава с бъдещата му съпруга Мария Томанова.
През 1910 година кръщава в Лом първия български цигански пастор Петър Пунчев.